# Thérèse Garnier
Thérèse Garnier, aussi connue après son mariage sous le nom de Thérèse Laudier, est une artiste peintre française spécialiste du portrait et de la scène de genre, née à Paris le 9 juillet 1776 et morte dans la même ville le 8 novembre 1844. 
Elle expose au Salon de 1799 à 1806.

## Biographie
Née à Paris le 8 juillet 1776, Thérèse Garnier est la fille de Jean Garnier et de son épouse Marie-Charlotte Paradis.
À la fin du XVIIIe siècle, elle étudie la peinture à Paris auprès d'Antoine Vestier. En 1799, alors qu'elle habite au no 25 de la rue du Faubourg-Montmartre, elle participe pour la première fois au Salon en présentant trois portraits.
Son fils se marie le 30 avril 1844, elle réside alors avec lui au no 41, rue Saint-Louis-au-Marais, dans l'ancien 3e arrondissement de Paris.
Elle meurt quelques mois plus tard, le 8 novembre 1844 chez son fils, qui demeure alors au no 13, rue Neuve-Coquenard, dans l'ancien 2e arrondissement de Paris.

## Envois aux Salons
- 1799 : Trois portraits, un d’homme et deux de femmes (no 127)[4]
- 1804 : 
  - Une jeune fille à sa toilette (no 910)[7]
  - Portrait d'enfant jouant avec un violon (no 911)[7]
- 1806 : Portrait de l'auteur (no 212)[8]

## Galerie

Œuvres de Thérèse Garnier
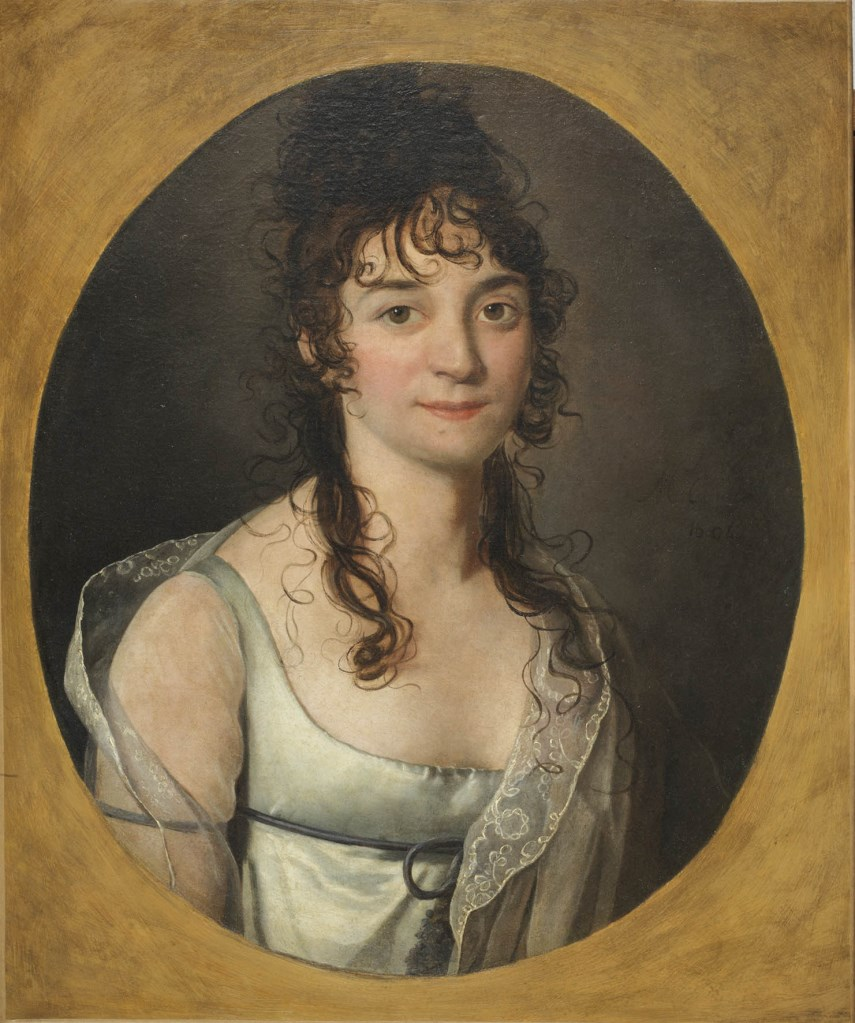
Portrait de Charlotte Azéma, 1804 (Saint-Denis (La Réunion), musée Léon-Dierx)
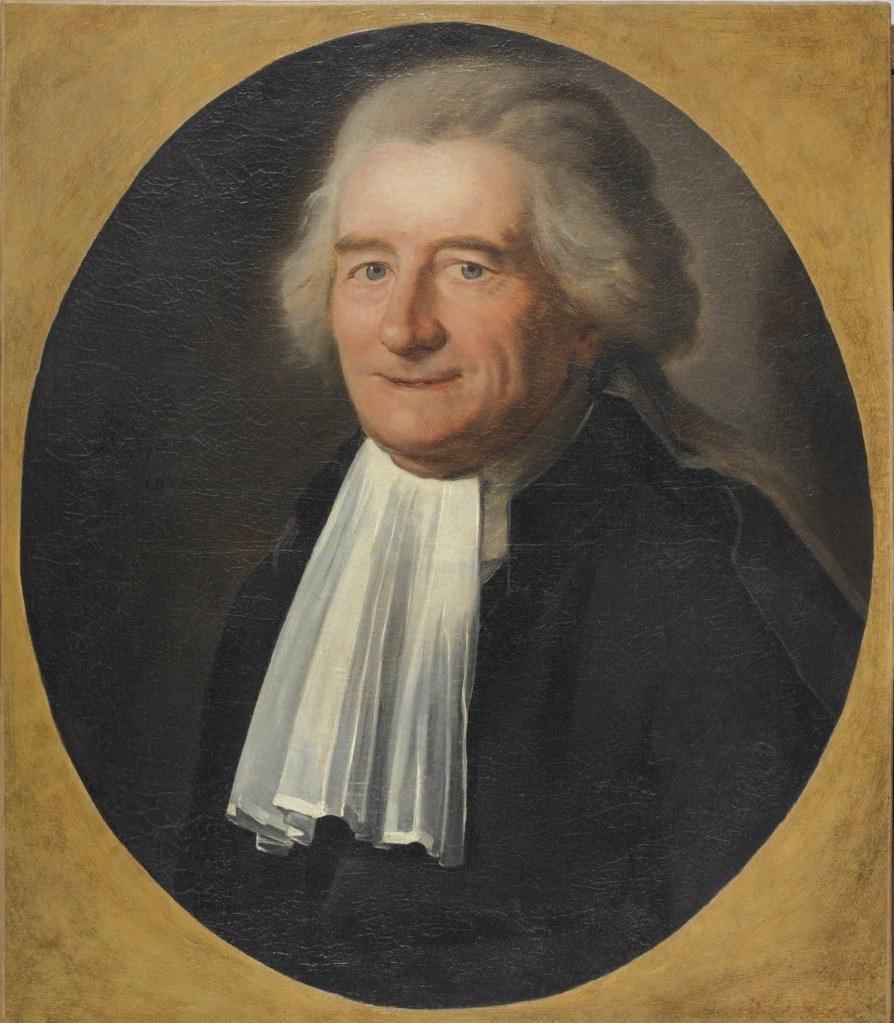
Portrait d'un ecclésiastique ou Portrait présumé de l'abbé Antoine Davelu, 1804 (Saint-Denis, musée Léon-Dierx)
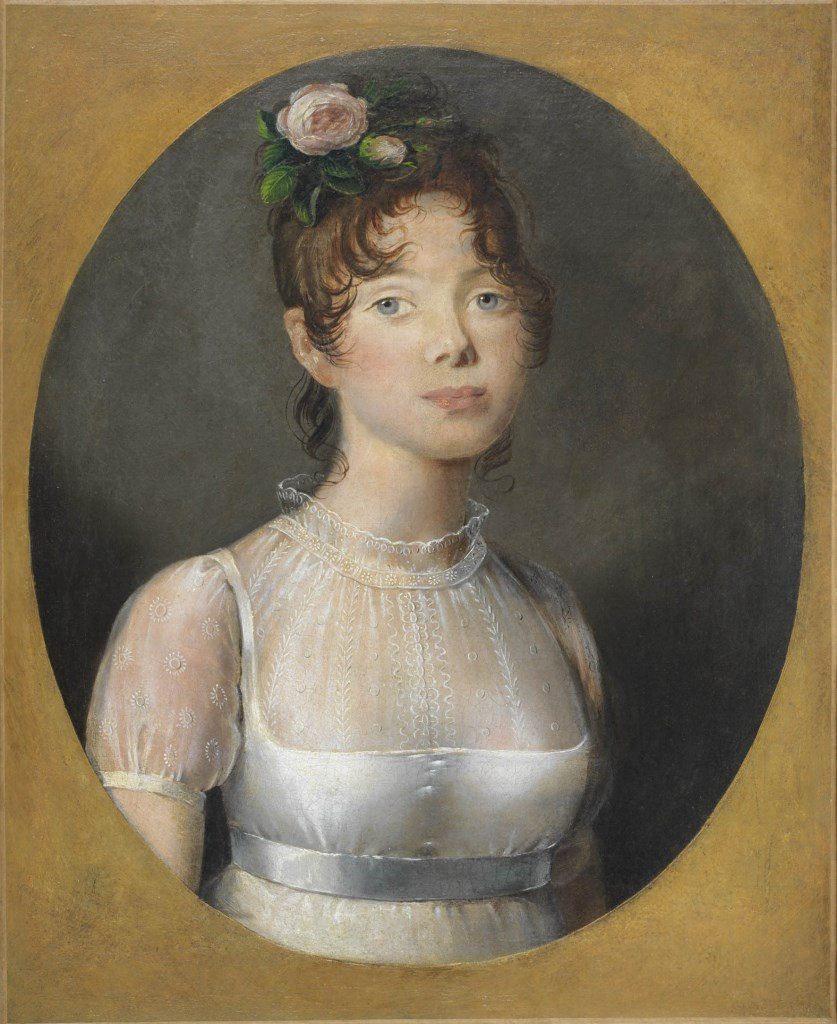
Portrait de Madame Gimart, attribution (Saint-Denis, musée Léon-Dierx)